# Mala litavska sovjetska enciklopedija
Mala litavska sovjetska enciklopedija (litavski: Mažoji lietuviškoji tarybinė enciklopedija, skraćeno MLTE, ruski: Малая литовская советская энциклопедия) opća je enciklopedija na litavskomu jeziku. Izdavala ju je izdavačka kuća Mintis u Vilniusu od 1966. do 1971. u tri sveska. Svesci su tiskani u 30 000 primjeraka. Glavni urednik bio je Juozas Matulis.
God. 1975. tiskan je i indeks.
Od 1976. do 1985. tiskana je Litavska sovjetska enciklopedija.

## Struktura
| Broj sveska | Ime sveska                       | Godina objavljivanja | Broj stranica |
| ----------- | -------------------------------- | -------------------- | ------------- |
| 1           | A-J                              | 1966.                | 735           |
| 2           | K-P                              | 1968.                | 958           |
| 3           | R-Ž                              | 1971.                | 953           |
| Bez broja   | Abėcėlinė vardų rodyklė (indeks) | 1975.                | 222           |